# Dolmen du Sola dels Clots
Le dolmen du Sola dels Clots est une tombe mégalithique située à Castelnou, dans le département français des Pyrénées-Orientales.

## Description
La construction est de nature incertaine. Bien qu'elle ait été qualifiée de « dolmen », il pourrait s'agir d'un coffre enterré, les dalles affleurant à peine du sol. Les constructeurs ont utilisé un affleurement naturel en schiste, s'étirant sur près de 2 m selon une orientation sensiblement nord-sud, dans le prolongement duquel ils ont dressé une dalle (1,26 m de long pour une épaisseur moyenne de 0,20 m) formant le côté ouest de la chambre funéraire, tandis qu'une deuxième dalle (1,26 m de long pour une épaisseur moyenne de 0,20 m) en forme le côté est. L'ensemble est coiffé par une troisième dalle (1,63 m de long pour une épaisseur moyenne de 0,22 m), telle une dalle de chevet, qui dépasse des deux extrémités des côtés latéraux. Aucune trace de tumulus n'est visible.